# Birecik
Birecik – miasto w Turcji w prowincji Şanlıurfa.
Według danych na rok 2014 miasto zamieszkiwało 48 051 osób.
Koło Birecik znajduje się, założony w 1977 roku, ośrodek lęgowy ibisa grzywiastego. Obecnie żyje tam około 100 ptaków. Władze tureckie zdołały w ten sposób sztucznie odtworzyć populację tego ptaka, który z powodu szkodliwej działalności człowieka został w XX wieku całkowicie wytrzebiony.